# Itobi (kommun)
Itobi är en kommun i Brasilien.   Den ligger i delstaten São Paulo, i den sydöstra delen av landet, 700 km söder om huvudstaden Brasília. Antalet invånare är 7 545.
Följande samhällen finns i Itobi:
- Itobi

Omgivningarna runt Itobi är huvudsakligen savann. Runt Itobi är det ganska tätbefolkat, med 96 invånare per kvadratkilometer.